# Totus Tuus Poloniae populus
Totus Tuus Poloniae populus (z łac. „Cały Twój lud w Polsce”) – bulla papieża Jana Pawła II z 25 marca 1992 reorganizująca podział administracyjny Kościoła katolickiego w Polsce, największa reorganizacja Kościoła katolickiego w Polsce od 1945; dopełnienia reorganizacji struktur duszpasterskich dokonano  w 2004 dekretem Nuncjatury Apostolskiej w Polsce.
Zgodnie z główną zasadą bulli: „zbliżenie biskupów do wiernych”, doszło do znacznego zmniejszenia powierzchni terytorialnej archidiecezji i diecezji. Powołano też nowe, 8 diecezji podniesiono do rangi archidiecezji. Rozłączono archidiecezję gnieźnieńską i warszawską, które były dotychczas związane unią personalną w osobie arcybiskupa. Skutkiem realizacji postanowień bulli były m.in. zmiany w składzie Episkopatu Polski. Papież wyraźnie go odmłodził. Mianował 10 arcybiskupów, 7 biskupów, 11 ordynariuszy i 11 biskupów pomocniczych przeniósł do innych diecezji.

## Podział administracyjny Kościoła katolickiego w Polsce od 1992

Podział administracyjny Kościoła katolickiego obrządku łacińskiego w Polsce od 2004

### Nowe diecezje
1. diecezja bielsko-żywiecka
2. diecezja elbląska
3. diecezja ełcka
4. diecezja gliwicka
5. diecezja kaliska
6. diecezja legnicka
7. diecezja łowicka
8. diecezja pelplińska
9. diecezja radomska
10. diecezja rzeszowska
11. diecezja sosnowiecka
12. diecezja toruńska
13. diecezja warszawsko-praska
14. diecezja zamojsko-lubaczowska

W wyniku zmian w Polsce istniało 39 jednostek administracyjnych (14 archidiecezji, w tym archidiecezja łódzka podlegająca bezpośrednio Stolicy Apostolskiej, 25 diecezji). W 12 lat później doszły jeszcze 2 (diecezja bydgoska i diecezja świdnicka), a w Łodzi ustanowiono metropolię (w skład której weszły archidiecezja łódzka i diecezja łowicka).